# Livră tournois
Livra tournois era o monedă de cont utilizată sub Regatul Franței, în perioada numită a Vechiului Regim.
Era o monedă de referință, folosită pentru a se putea converti sume în aceeași unitate, într-o epocă în care erau în circulație o mulțime de valori. Servea la omogenizarea operațiilor financiare și era distinctă de moneda cu care aceste operații erau efectuate. 

## Istorie

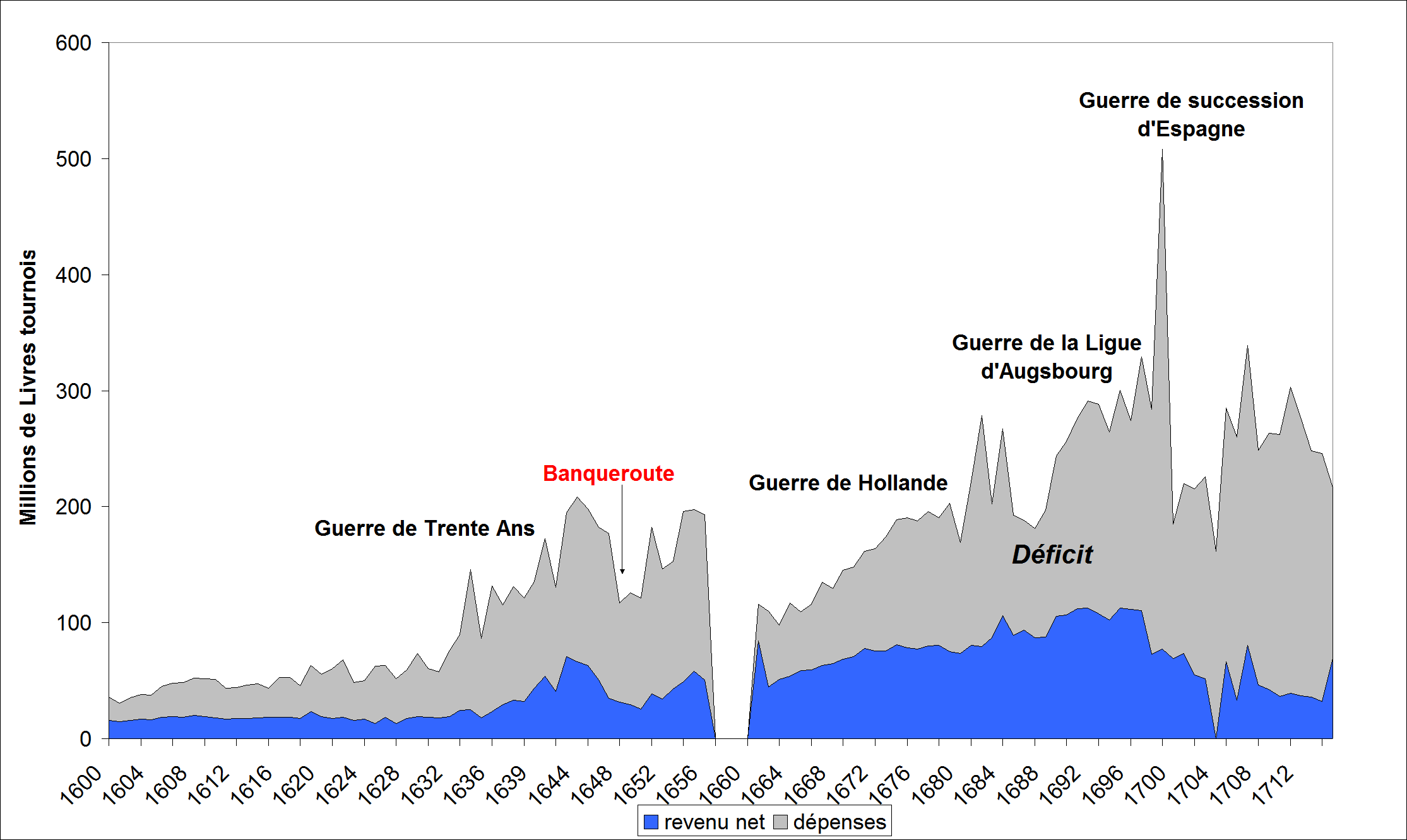
Evoluţiile veniturilor şi cheltuielilor monarhiei franceze din 1600 până în 1715, în milioane de livre tournois. În albastru: venit net, în gri: cheltuieli

În Evul Mediu, livra tournois a fost mai întâi folosită în abația Saint-Martin din Tours, unde se băteau monedele denumite „deniers” zise „tournois”. Era folosită și în mai multe principate, îndeosebi în Hainaut și în Bourgogne. În 1203, cu alipirea Anjou-ului la coroana franceză, sub Filip al II-lea, ea a înlocuit livra parisis, ca monedă de cont a domeniului regal.
În 1262, reforma monetară a Sfântului Ludovic extinde cursul legal al livrei tournois în întreg regatul. Livra tournois valora atunci 8,271 de grame de aur fin · .
Filip cel Frumos a creat dublul tournois, monedă care va fi bătută până la domnia lui Ludovic al XIII-lea. Șase dublu tournois valorează un sou tournois (12 deniers).

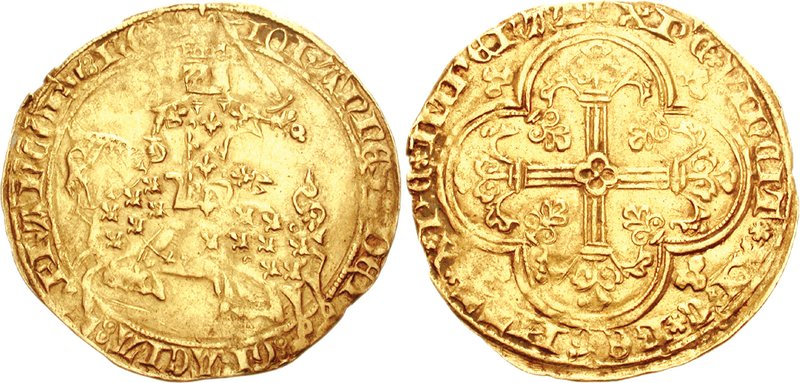
„Franc à cheval” emis sub Ioan al II-lea cel Bun; avers: Regele călare, spre stânga, înarmat cu un scut, învârteşte deasupra capului o spadă; circular: IOHANNES DEI GRATIA • FRANCORV REX, în română: « Ioan, prin grația lui Dumnezeu, regele francilor »

În 1360 este creat francul călare, care valorează o livră tournois. Bătut în 3 milioane de exemplare, va servi la plata răscumpărării regelui Ioan al II-lea cel Bun.
În 1549, livra tournois este decretată unitate de cont pentru ținerea contabilităților. Această ordonanță regală este confirmată în 1602, după o scurtă perioadă, între 1577 și 1602, când ținerea contabilității trebuia făcută în écu.
În 1667, livra tournois înlocuiește definitiv livra parisis, care continua să fie utilizată în unele regiuni ale regatului.
În 1720, după bancruta sistemului lui Law, denumirea oficială a livrei tournois devine « livră » (0,31 grame de aur fin).
În 1795, francul înlocuiește livra ca unitate de cont monetar.

## Subdiviziuni și curs legal
Livra tournois se subdivide în soli și în deniers:
- 1 livră tournois = 20 sols tournois;
- 1 sol = 12 deniers;
- 1 livră tournois = 240 de deniers.

## Echivalență actuală
Echivalența unităților monetare între secolele al XVII-lea și al XXI-lea, ridică probleme delicate de metodă, întrucât natura bunurilor produse, costul lor de fabricație cât și puterea de cumpărare nu mai au niciun raport. Foarte rudimentar, și pentru a fixa un ordin de mărime, putem considera că o livră tournoise din 1684 ar echivala cu 15 € din 2002.